# Rue du Bourg-l'Abbé (ancienne voie de Paris)
Pour les articles homonymes, voir Rue du Bourg-l'Abbé et Bourg-l'Abbé.

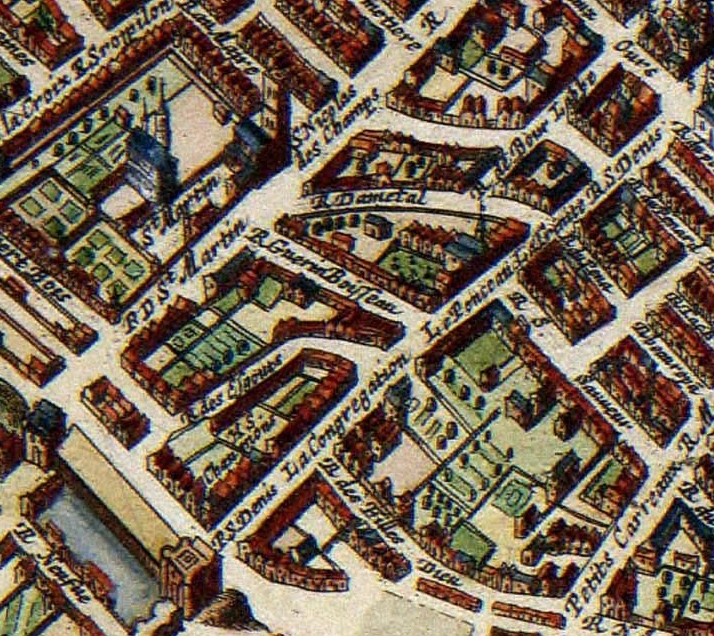
L'ancienne rue du Bourg l'Abbé (actuel boulevard de Sébastopol) en 1657.

La rue du Bourg-l'Abbé est une ancienne voie de Paris qui était située dans l'ancien 6e arrondissement et qui a été absorbée par le boulevard de Sébastopol en 1854.
Elle ne doit pas être confondue avec l'actuelle rue du Bourg-l'Abbé, ouverte en 1829 sous le nom de « rue Neuve-Bourg-l'Abbé » et qui a pris son nom actuel en 1881.

## Situation
La rue du Bourg-l'Abbé, d'une longueur de 207 mètres, qui était située dans l'ancien 6e arrondissement, quartier de la Porte Saint-Denis, commençait aux 34-38, rue aux Ours et finissait aux 43-45, rue Greneta.

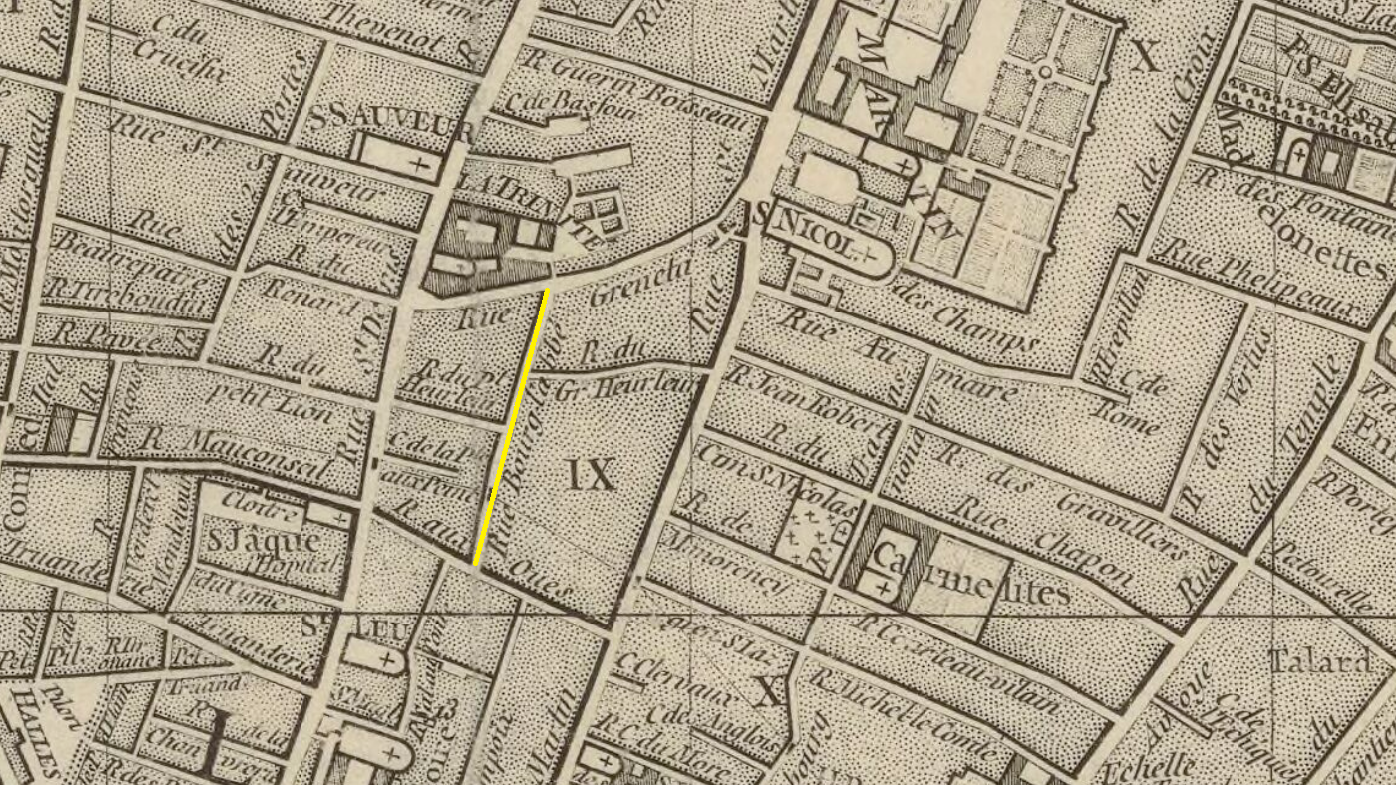
« Emplacement de l'ancienne rue du Bourg-l'Abbé »

## Origine du nom
Elle porte le nom d'un village appelé Bourg-l'Abbé, nommé ainsi car il dépendait de l'abbé de Saint-Martin.

## Historique
Le bourg l'Abbé existait déjà à l'époque des Carolingiens. Situé en dehors de l'enceinte carolingienne, il est intégré à Paris du fait de la construction de l'enceinte de Philippe Auguste. Le principal chemin de ce bourg prit en 1210 le nom de « rue du Bourg-l'Abbé ».
Cette rue est un lieu destiné à la prostitution. Voici de quelle manière on désigna longtemps, à Paris, les imbéciles et les libertins : « Ce sont gens de la rue Bourg-l'Abbé ; ils ne demandent qu'amour et simplesse. »
Elle est citée sous le nom de « rue du Bourg labbé » dans un manuscrit de 1636.
En 1827, est ouvert le passage Saucède entre la rue du Bourg-l'Abbé et la rue Saint-Denis. En 1828, le passage du Bourg-l'Abbé est construit parallèlement au passage Saucède au nord de la rue du Petit-Hurleur.
Cette rue est détruite et absorbée par l'ouverture du boulevard du Centre (boulevard de Sébastopol),,, déclaré d'utilité publique en 1854.